# Hans Werner Geerdts
Hans Werner Geerdts (* 23. Januar 1925 in Kiel; † 22. August 2013 in Marrakesch) war ein deutscher Maler und Schriftsteller.

## Leben
Hans Werner Geerdts wuchs in Kiel auf. Nach dem Zusammenbruch des nationalsozialistischen Deutschlands absolvierte er zunächst ein Lehramtsstudium und war anschließend einige Zeit als Kunstlehrer im Schuldienst tätig. Ein Ungenügen an dieser verbeamteten Tätigkeit verspürend, ging er nach Stuttgart, um dort bei Professor Willi Baumeister die Grundlagen der künstlerischen Moderne zu studieren. Nach den Lehrjahren bei Baumeister führten ihn zahlreiche Reisen und Studienaufenthalte nach Nordafrika, in den Vorderen Orient, nach Südamerika und nach Asien. In Japan erlernte er während eines längeren Studienaufenthaltes die Sumi-e-Technik, eine besondere Form der kalligraphischen Tuschmalerei, durch einen Zen-Meister.
Zu Beginn der 1960er Jahre kam Geerdts zum ersten Mal nach Marrakesch in Marokko. Das Geschehen auf dem zentralen Platz dieser Stadt, dem Djemaa el Fna, mit seinen Gauklern, Geschichtenerzählern, Musikanten, und Heilern, die im allabendlichen Spiel Menschenkreise um sich scharten, beeindruckte ihn so sehr, dass er sogleich damit begann, diese Szenerien im Takt der auf diesem Platz erklingenden Rhythmen künstlerisch zu erfassen. Dies war die Initialzündung seines künstlerischen Werkes, das sich in den darauffolgenden Jahren auf eine facettenreiche Weise entfaltete. Bereits 1963 wurde Geerdts in Marrakesch – nahe dem Platz Djemaa el Fna – ansässig, wo er bis zu seinem Tod lebte.
Er verstarb am 22. August 2013 in Marrakesch nach längerer Krankheit und ist auf dem alten Koutoubia-Friedhof im Zentrum der Stadt beerdigt.

## Werk
In wesentlichen Teilen des bildnerischen Werks von Hans Werner Geerdts verbinden sich konstitutive Merkmale der europäischen Moderne, wie er sie bei Willi Baumeister kennengelernt hatte, mit Aspekten der vor allem im japanischen Kulturraum beheimateten Tuschmalerei. Insbesondere in seinen Darstellungen der Menschenmenge und der Menschenkreise wird die Sumi-e-Technik systematisch eingesetzt, sodass die Grenze zwischen Abstraktion und Figürlichkeit kontinuierlich verschwimmt. Die Aufhebung dieser für die Konstitution der Moderne im Allgemeinen so bedeutenden Grenze zwischen abstrakter und figürlicher Darstellung hat wohl auch bedeutenden Anteil an der spezifischen Leistung des Geerdts’schen Oeuvres. Neben der zwischen Kalligraphie, Abstraktion und Figürlichkeit changierenden Darstellung menschlicher Individuen und der Ansammlung von Menschenmengen hat sich Geerdts auch von den prähistorischen Felszeichnungen des Hohen Atlas beeinflussen lassen. In seinen Abreibungen und Nachschöpfungen wird eine Brücke geschlagen zwischen der Kunst der Moderne und den ältesten künstlerischen Äußerungen der Menschheit.
Gemälde und Zeichnungen von Hans Werner Geerdts sind in zahlreichen internationalen Sammlungen präsent, nicht zuletzt in den Vatikanischen Museen. Zahlreiche Ausstellungen des Künstlers zeigten seine Werke u. a. in Basel, Berlin, Düsseldorf, Mailand, Paris und Rom, sowie in Japan, Marokko und den USA. Ein Archiv seiner Arbeiten befindet sich in Schloss Reinbek.
Neben dem bildnerischen Werk, das seinen Arbeitsschwerpunkt darstellte, arbeitete Geerdts schriftstellerisch. Seine Erzählungen, Prosaskizzen, literarischen Miniaturen und autobiographischen Texte beziehen sich überwiegend auf seine Erfahrungen im marokkanischen Kultur- und Lebensraum, sind aber zum Teil auch von den vielfältigen Studienaufenthalten in Südamerika und Asien inspiriert. Literarische Arbeiten von Geerdts wurden auch ins Französische und ins Arabische übersetzt.